# Acroloxus macedonicus
Acroloxus macedonicus е вид коремоного от семейство Acroloxidae. Видът е критично застрашен от изчезване.

## Разпространение
Разпространен е в Северна Македония.